# Bitterfelder Weg

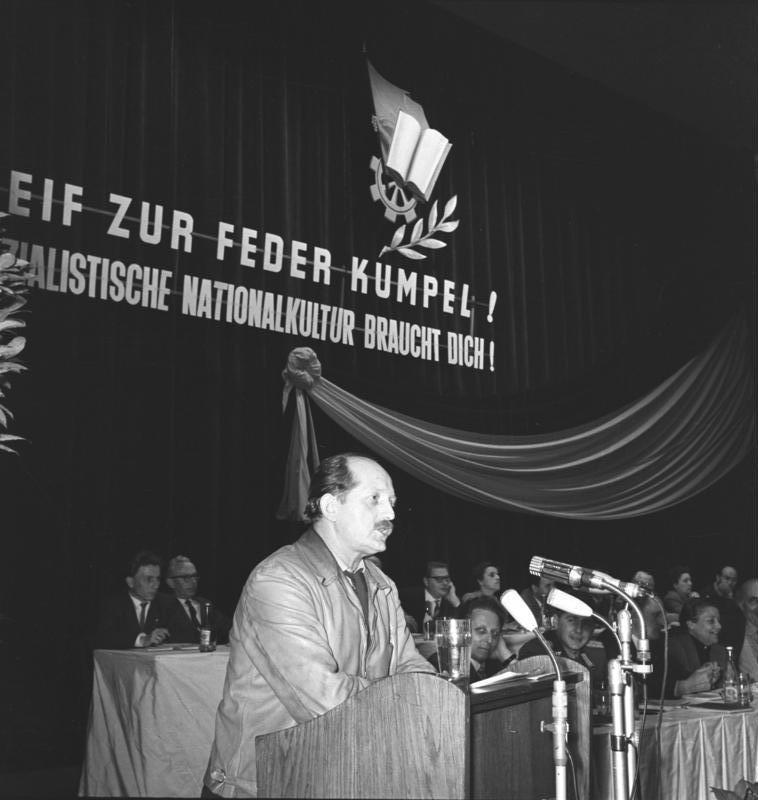
Erwin Strittmatter auf der ersten Bitterfelder Konferenz, 24. April 1959

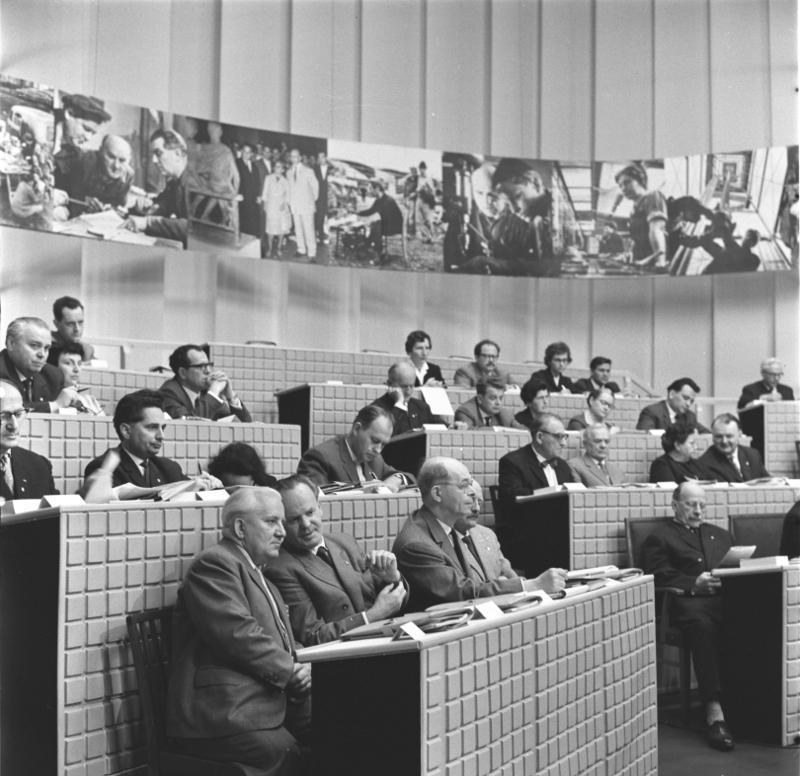
Zweite Bitterfelder Konferenz im Kulturpalast (1964)

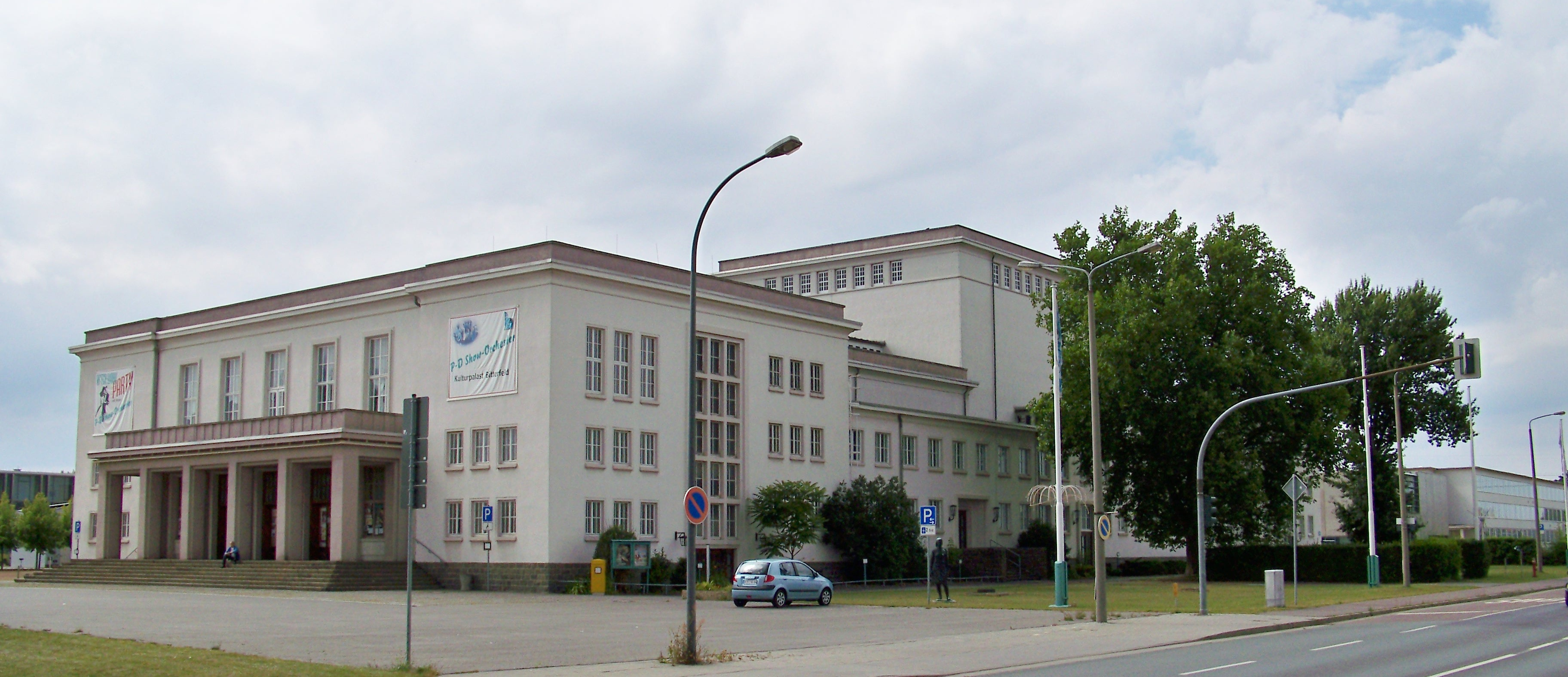
Bitterfelder Kulturpalast im Stil des Neoklassizismus, erbaut 1954

Der Bitterfelder Weg sollte in der Deutschen Demokratischen Republik (DDR) eine neue programmatische Entwicklung der sozialistischen Kulturpolitik einläuten und den Weg zu einer eigenständigen „sozialistischen Nationalkultur“ weisen. Diese sollte den „wachsenden künstlerisch-ästhetischen Bedürfnissen der Werktätigen“ entgegenkommen.

## Geschichte

### 1. Bitterfelder Konferenz
Namensgebend war eine am 24. April 1959 veranstaltete Autorenkonferenz des Mitteldeutschen Verlages im Elektrochemischen Kombinat Bitterfeld, dem späteren VEB Chemiekombinat Bitterfeld.
Dabei sollte geklärt werden, wie den Werktätigen ein aktiver Zugang zu Kunst und Kultur ermöglicht werden kann. Die „vorhandene Trennung von Kunst und Leben“ und die „Entfremdung zwischen Künstler und Volk“ sollte überwunden, die Arbeiterklasse am Aufbau des Sozialismus umfassender beteiligt werden. Dazu sollten u. a. Künstler und Schriftsteller in den Fabriken arbeiten und Arbeiter bei deren eigener künstlerischer Tätigkeit unterstützen (Bewegung schreibender Arbeiter). Die im Wesentlichen von Walter Ulbricht ausgegebenen Direktiven standen unter dem von Werner Bräunig und Jan Koplowitz geprägten Motto Greif zur Feder, Kumpel, die sozialistische deutsche Nationalkultur braucht dich! Das Motto war dabei eine Kopie ähnlich lautender russischer Vorhaben, wobei besonders Majakowskis Forderung „Frisch angesetzt, das Schreibgerät“ (Sendschreiben an die proletarischen Dichter, 1926) hier eine gewisse Vorbildwirkung hatte. Schon im Vorfeld hatte Ulbricht 1958 auf dem fünften Parteitag der SED die Forderung aufgestellt: „In Staat und Wirtschaft ist die Arbeiterklasse der DDR bereits Herr. Jetzt muss sie auch die Höhen der Kultur stürmen und von ihnen Besitz ergreifen.“
In der Tat kam es zu einem Aufschwung der Laienkunst, etwa durch regelmäßig veranstaltete Arbeiterfestspiele. Jedoch kommentierte der Konferenzteilnehmer und hofierte Dichter KuBa gegenüber dem SED-Funktionär und Sekretär für Kultur der SED-Bezirksleitung Halle Hans Bentzien die Möglichkeiten einer solcherart gesteuerten Kulturpolitik schon auf der Konferenz ernüchternd: „Das wird ein bitterer Feldweg werden.“
Im Volksmund – so wird kolportiert – kursierte damals der Spruch: „Es seufzt der positive Held – weil ihm der Weg oft bitter fällt!“
Hinsichtlich der künstlerischen Qualität kam es „zu einem ungerechtfertigten Fördern und Loben äußerlich-illustrativer …, ja unkünstlerischer Werke …“

### 2. Bitterfelder Konferenz und Folgejahre
Die zweite Bitterfelder Konferenz am 24. und 25. April 1964 stellte den Kulturschaffenden die Aufgabe, insbesondere die „Bildung des sozialistischen Bewusstseins“ und der „sozialistischen Persönlichkeit“ zu fördern. Schon im Dezember 1965 wurde der Bitterfelder Weg de facto aufgegeben – das Konzept, Künstler durch den Einsatz in der Produktion an Partei und Werktätige zu binden, ging nicht auf. Noch einmal, im April 1967, wollte der siebte Parteitag der SED den Bitterfelder Weg als Bestandteil des offiziellen Parteiprogramms wiederbeleben.
Erst nach 1970 wurde in allen Bezirken der DDR die Förderung begabter Laienkünstler betrieben. Hierzu wurden vorwiegend Zirkelleiter in verschiedenen Kunstrichtungen an neu gegründeten Bezirkskulturakademien von Berufskünstlern ausgebildet.
Die angestrebte Aufhebung der Trennung von Berufs- und Laienkunst führte in der Folge jedoch zunehmend zu Differenzen mit prominenten Autoren wie beispielsweise Christa Wolf, Stefan Heym und Peter Hacks über die kritische Funktion und die gesellschaftlichen Aufgaben der Kunst. Insbesondere wurden Instrumentalisierung und Reglementierung zu Zwecken der Parteipropaganda und eine zunehmende Bevormundung befürchtet. Die Zusammenarbeit von Schriftstellern und Betrieben hielt sich selbst in der ersten Hälfte der 1960er Jahre in Grenzen; auch die meisten Künstler der DDR waren wenig gewillt, durch dauerhafte Mitarbeit in der Produktion ihre lebensweltliche Erfahrung auszuweiten. So wurden frühzeitig auch alternative Galerien gegründet, um Künstlern, die der Parteilinie nicht folgen wollten, ein Forum zu bieten – zum Beispiel 1960 die „Galerie Konkret“ in Berlin.